# Álex Calatrava
Álex Patricio Calatrava (ur. 14 czerwca 1973 w Kolonii) – hiszpański tenisista pochodzenia niemieckiego.

## Kariera tenisowa
Karierę zawodową Calatrava rozpoczął w 1993 roku, a zakończył w 2008 roku.
W grze pojedynczej wygrał 1 turniej rangi ATP World Tour oraz osiągnął 2 finały.
W grze podwójnej osiągnął jeden 1 kategorii ATP World Tour.
W rankingu gry pojedynczej Calatrava najwyżej był na 44. miejscu (12 lutego 2001), a w klasyfikacji gry podwójnej na 110. pozycji (10 października 2005).

### Finały w turniejach ATP World Tour
| Nazwa                         |
| ----------------------------- |
| Wielki Szlem                  |
| Igrzyska olimpijskie          |
| Tennis Masters Cup            |
| Tennis Masters Series         |
| ATP International Series Gold |
| ATP International Series      |

#### Gra pojedyncza (1–2)
| Końcowy wynik | Nr | Data          | Turniej      | Nawierzchnia | Przeciwnik      | Wynik finału     |
| ------------- | -- | ------------- | ------------ | ------------ | --------------- | ---------------- |
| Finalista     | 1. | 29 marca 1998 | Casablanca   | Ceglana      | Andrea Gaudenzi | 4:6, 7:5, 4:6    |
| Finalista     | 2. | 5 marca 2000  | Delray Beach | Twarda       | Stefan Koubek   | 1:6, 6:4, 4:6    |
| Zwycięzca     | 1. | 30 lipca 2000 | San Marino   | Ceglana      | Sergi Bruguera  | 7:6(7), 1:6, 6:4 |

#### Gra podwójna (0–1)
| Końcowy wynik | Nr | Data            | Turniej   | Nawierzchnia | Partner     | Przeciwnicy                | Wynik finału        |
| ------------- | -- | --------------- | --------- | ------------ | ----------- | -------------------------- | ------------------- |
| Finalista     | 1. | 1 sierpnia 1999 | Kitzbühel | Ceglana      | Dušan Vemić | Chris Haggard Peter Nyborg | 3:6, 7:6(4), 6:7(4) |